# Nene Heroine
Nene Heroine – polski zespół muzyczny, założony w Gdańsku.

## Historia
Zespół Nene Heroine występował na Off Festival, Next Fest, True Tone Festival, Good Vibe Festival, Jazz Jantar, Sea You, Męskie Granie 2023. 
Utwór Beze mnie z gościnnym udziałem Kasi Lins i Jana Tymoteusza osiągnął 1. miejsce na liście przebojów Pierwsza Trójka w Trójce.

## Skład
- Michael Zismann - gitara
- Peter Stanley Chester - saksofon, syntezator Juno
- Tony Sadeky - gitara basowa, syntezator Mooga
- Stan Corazon - perkusja

Muzycy uczestniczący w nagraniu pierwszej płyty:
- Mike Bone – gitara basowa (utwory 1,3,4)
- Bart Pugsley – gitara basowa (utwory 2,5,6)
- Simon Burns – instrumenty klawiszowe

## Dyskografia
- Total Panorama (2019, Alpaka Records)
- MOVA (29 października 2022, Alpaka Records)
- in three colors [live] (Live EP, 10 maja 2024, Alpaka Records)